# Pehr Cederschiöld
Pehr Staffan Robert Rudolf Cederschiöld, född den 24 juni 1883 i Stockholm, död där den 16 februari 1966, var en svensk jurist och ämbetsman. Han var son till Staffan Cederschiöld och svärfar till Claës C:son Breitholtz.
Cederschiöld avlade mogenhetsexamen 1900 och juris kandidatexamen vid Uppsala universitet 1905. Han var underlöjtnant i Svea artilleriregementes reserv 1905–1913. Cederschiöld blev hovrättsassessor 1915 (extra ordinarie 1913), fiskal 1918 (tillförordnad 1911), hovrättsråd 1918 och revisionssekreterare 1922 (tillförordnad 1915). Han var sekreterare i Stockholms högskolas stats- och rättsvetenskapliga fakultet 1910–1925, vid dess humanistiska fakultet 1922–1925 och vid de kungliga teatrarnas pensionsinrättning 1916–1927. Cederschiöld var domare vid de blandade domstolarna i Egypten 1925–1926, häradshövding i Norra och Södra Vedbo domsaga 1927–1949 och krigsdomare vid Norra Smålands regemente och Göta ingenjörregemente 1934–1950. Han blev riddare av Nordstjärneorden 1923 och kommendör av andra klassen av samma orden 1934.